# 嘉兴银行
嘉兴银行是中国浙江省嘉兴市的一家区域性股份制商业银行。前身是1997年12月22日成立的嘉兴市商业银行。2009年12月10日，嘉兴市商业银行改建为嘉兴银行。